# Guzowcowate
Guzowcowate, jaszczurki guzowate, ksenosaury (Xenosauridae) – rodzina owadożernych jaszczurek z grupy Anguimorpha.

## Występowanie i biotop
Występują w górskich wilgotnych lasach równikowych w Ameryce (rodzaj Xenosaurus od południowego Meksyku do Gwatemali). Zamieszkują szczeliny skalne i dziuple drzew.

## Charakterystyka
Guzowcowate są jaszczurkami o krępej budowie i dobrze rozwiniętych kończynach. Skóra grzbietu tych jaszczurek pokryta jest małymi ziarnistymi łuskami oraz dużymi rogowymi brodawkami ułożonymi w poprzeczne rzędy. Brzuch jest pokryty płaskimi tarczkami i łuskami. W skórze znajdują się osteodermy. Głowa masywna, szeroka i wysoka. Otwory uszne są duże, zasłonięte skórą z małymi łuskami.
Są to gatunki jajożyworodne. Prowadzą dzienny tryb życia. Żywią się głównie owadami.

## Systematyka
Do rodziny należy jeden rodzaj występujący współcześnie:
- Xenosaurus

oraz rodzaje wymarłe:
- Exostinus
- Restes

Według definicji filogenetycznej przedstawionej w 2010 roku przez Conrada i współpracowników do Xenosauridae należą wszystkie taksony bliżej spokrewnione z Xenosaurus grandis niż z padalcem zwyczajnym, Carusia intermedia lub waranem kolorowym. Wielu autorów do guzowcowatych zaliczało również jaszczurkę krokodylowatą (Shinisaurus crocodilurus), jednak hipoteza taka opierała się w dużej mierze na niedokładnie poznanej morfologii tego gatunku – w rzeczywistości bardzo odmiennego od Xenosauridae.
Nowsze analizy kladystyczne – zarówno morfologiczne, jak i molekularne – sugerują, że Xenosauridae są najbliżej spokrewnione z wymarłymi rodzajami, takimi jak Carusia, oraz padalcowatymi. Analizy molekularne wskazują, że ich bliskimi krewnymi mogą być również przedstawiciele kladu Monstersauria, obejmującego m.in. rodzinę Helodermatidae.